# Rio Taquaruçu (vattendrag i Brasilien, Mato Grosso do Sul, lat -20,50, long -55,82)
Rio Taquaruçu är ett vattendrag i Brasilien.   Det ligger i delstaten Mato Grosso do Sul, i den södra delen av landet, 1 000 km sydväst om huvudstaden Brasília.
Omgivningarna runt Rio Taquaruçu är huvudsakligen savann. Runt Rio Taquaruçu är det mycket glesbefolkat, med 7 invånare per kvadratkilometer.